# António Fernandes
António Fernandes (ur. 18 października 1962) – portugalski szachista, arcymistrz od 2003 roku.

## Kariera szachowa
Od końca lat 70. należy do podstawowych zawodników reprezentacji Portugalii. Jest rekordzistą kraju pod względem liczby startów w szachowych olimpiadach: w latach 1980–2010 wziął udział w 15 turniejach olimpijskich (w tym pięciokrotnie na I szachownicy). Najlepszy wynik indywidualny uzyskał w roku 1992 w Manili, zdobywając brązowy medal za uzyskany rezultat na II szachownicy. Poza tym czterokrotnie reprezentował Portugalię w turniejach o drużynowe mistrzostwo Europy (1989, 1992, 1999, 2001). W 2004 r. został trzecim Portugalczykiem w historii, któremu Międzynarodowa Federacja Szachowa nadała tytuł arcymistrza.
Wielokrotnie zdobywał medale w mistrzostwach kraju, m.in. sześciokrotnie złote (1990, 1991, 1992, 1996, 2001, 2006), dwukrotnie srebrne (1999, 2002) oraz dwukrotnie brązowe (2000, 2004). 
Do największych sukcesów w turniejach międzynarodowych zaliczyć może dzielone II miejsce (za Miguelem Illescasem Cordobą) w Los Yebenes (1990), dz. II m. (za Kevinem Spraggettem) w Loures (1996), I m. w Lizbonie (1996, 2001) oraz dz. I m. (wraz z Kevinem Spraggettem) w Santo António (2002).
Najwyższy ranking w karierze osiągnął 1 stycznia 1998 r., z wynikiem 2495 punktów dzielił wówczas 1. miejsce (wspólnie z Antonio Antunesem) wśród portugalskich szachistów.